# سیارک ۲۵۵۷۷
سیارک ۲۵۵۷۷ (به انگلیسی: 25577 Wangmanqiang، نامگذاری:1999XN213)۲۵۵۷۷مین سیارک کشف شده‌است که در ۱۴ دسامبر ۱۹۹۹ کشف شد.